# Shock and awe
Szok i przerażenie (ang. Shock and awe) – doktryna militarna polegająca na wykorzystaniu miażdżącej przewagi militarnej, technologicznej, strategicznej, a także możliwości projekcji sił w celu zniszczenia wojsk przeciwnika oraz jego woli walki.
Doktryna została sformułowana przez Harlana K. Ullmana oraz Jamesa P. Wade’a w 1996 roku.